# Giovan Leone Sempronio
Giovanni Leone Sempronio o Semproni (Urbino, 1603 – Urbino, 1646) è stato un poeta, scrittore e letterato italiano.

## Biografia
Studiò legge a Bologna, ove frequentò l'Accademia della Notte, assumendo il nome di Vigilante. Ritornato nella città natale, entrò a far parte dell'Accademia degli Assorditi di Urbino, col nome accademico di Fuggitivo.
Oltre a una raccolta di sonetti, pubblicati inizialmente nel 1633 e poi in edizione accresciuta nel 1648, vicini agli stilemi di Giovan Battista Marino, e ad alcune rime, compose il poema Boemondo, pubblicato postumo, nel quale agiscono i personaggi della Gerusalemme liberata del Tasso, e la tragedia Il conte Ugolino, ispirata al noto episodio descritto nel canto XXXIII dell'Inferno dantesco. 
La tragedia, in cinque atti e conforme agli schemi delle unità aristoteliche, fu composta nel 1624 e letta otto anni più tardi in una sessione dell'Accademia urbinate. L'opera fu pubblicata solo nel 1724, quando, per la sua forma barocca ormai superata, ebbe scarso successo.

## Opere
- La selva poetica. Sonetti di Gio. Leon Sempronio urbinate. Nella Notte di Bologna il Vigilante, e ne gli Assorditi d'Urbino il Fuggitivo..., Bologna,  presso Clemente Ferroni, 1633.
- La selva poetica [...] Aggiuntovi in questa nuova editione la seconda parte, Bologna, presso Carlo Zenero, 1648.
- Il Boemondo overo Antiochia difesa poema heroico di Gio. Leone Sempronij ..., Bologna, presso Carlo Zenero, 1651.
- Il conte Ugolino tragedia di Giovanni Leone Sempronj dedicata ... Annibale Albani camerlengo di S. Chiesa, Roma, presso Giovan Maria Salvioni, 1724.
- Prologo ed intermezzi composti da Giovanni Leone Semproni per la Filli di Sciro di Guidubaldo Bonarelli [del] Dott. Alberto Gregorini, Rocca San Casciano, Stab. Tipogr. Licinio Cappelli, 1899.
- Il mirto. Sonetti amorosi, a cura di Giorgio Cerboni Baiardi, Urbino, Istituto statale d'arte, 1961.

### Testi digitalizzati consultabili in rete
- La selva poetica, Bologna, 1633. Google libri.
- La selva poetica... Aggiuntovi in questa nuova editione la seconda parte, Bologna, 1648. Google libri.